# Anàlisi espacial

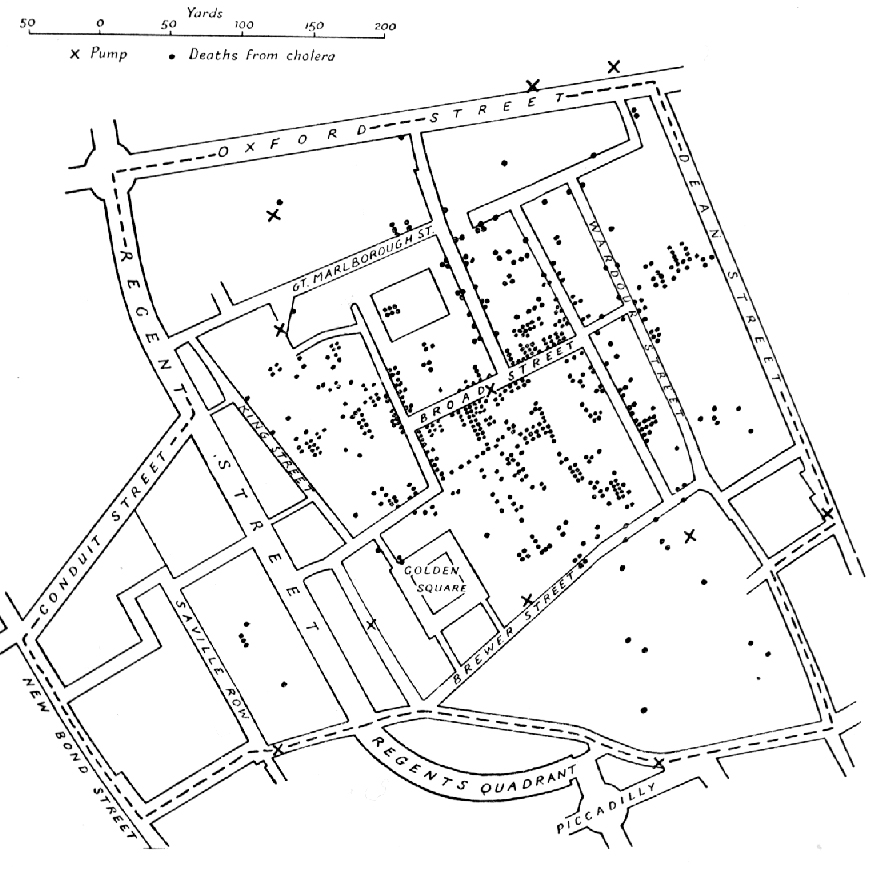
Mapa per Dr. John Snow de Londres, mostrant els grups epidèmics de còlera de 1854. Aquest va ser un dels primers usos d'anàlisi espacial.

Anàlisi espacial o estadística espacial inclou qualsevol de les Tècniques científiques formals que estudien entitats que utilitzen les seves propietats topològiques, geomètriques, o geogràfiques. L'anàlisi espacial inclou una varietat de tècniques, moltes encara en el seu primer desenvolupament, utilitzant diferents enfocaments analítics i aplicats en camps tan diversos com l'astronomia, amb els seus estudis sobre la col·locació de galàxies al cosmos, al xip Enginyeria de fabricació, amb l'ús de l'algoritme "lloc i ruta" per construir estructures de cablejat complexes. En un sentit més restringit, l'anàlisi espacial és la tècnica aplicada a estructures a escala humana, sobretot en l'anàlisi de dades geogràfiques.
Els problemes complexos sorgeixen en l'anàlisi espacial, molts dels quals no estan clarament definits ni resolts completament, sinó que constitueixen la base de la investigació actual. El més fonamental d'això és el problema de definir la ubicació espacial de les entitats que s'estan estudiant.
La classificació de les tècniques d'anàlisi espacial és difícil a causa de la gran quantitat de diferents camps de recerca involucrats, els diferents enfocaments fonamentals que es poden triar i les moltes formes que poden prendre les dades.

## Història de l'anàlisi espacial
Es pot considerar que l'anàlisi espacial ha sorgit amb els primers intents de la cartografia i de l'estudi, però molts camps han contribuït a augmentar la seva forma moderna. La biologia va aportar estudis de distribució de plantes globals i ubicacions de plantes locals, etologia, estudis de moviment animal, ecologia del paisatge, estudis ecològics de blocs de vegetació, Estudis ecològics de la dinàmica de població espacial i l'estudi de la biogeografia.
L'epidemiologia va contribuir amb els primers treballs sobre el mapeig de malalties, en particular el treball de John Snow per cartografiar un brot de còlera, amb investigacions sobre mapes de la propagació de malalties i estudis de localització per a la salut. atenció assistencial. Les estadístiques han contribuït molt a través del treball en estadístiques espacials. Leconomia ha contribuït notablement a través de econometria espacial. El Sistema d'informació geogràfica és actualment un dels principals contribuents a causa de la importància del programari geogràfic en la caixa d'eines analítica moderna. La teledetecció ha contribuït extensament a l'anàlisi morfomètrica i de clústers. La informàtica ha contribuït extensament a través de l'estudi d'algorismes, notablement en geometria computacional. La matemàtica continua proporcionant les eines fonamentals per a l'anàlisi i per a revelar la complexitat de l'espai real, per exemple, amb treballs recents sobre fractals i invariància d'escala. La modelització científica proporciona un marc útil per als nous enfocaments.

## Problemes fonamentals en l'anàlisi espacial
L'anàlisi espacial afronta molts aspectes fonamentals en la definició dels seus objectes d'estudi, en la construcció de les operacions analítiques a utilitzar, en l'ús d'ordinadors per a l'anàlisi, en les limitacions i particularitats de les anàlisis conegudes i en la presentació de resultats analítics. Molts d'aquests temes són temes actius de la investigació moderna.
Sovint es presenten errors comuns en l'anàlisi espacial, alguns a causa de les matemàtiques de l'espai, algunes a causa de la forma en què les dades es presenten espacialment, algunes a causa de les eines disponibles. Les dades del cens, ja que protegeixen la privadesa individual mitjançant l'agregació de dades a unitats locals, planteja diversos problemes estadístics. La naturalesa fractal de la costa fa que les mesures precises de la seva longitud siguin difícils, si no impossibles. Un programa d'ordinador que encaixa línies rectes amb la corba d'un litoral, pot calcular fàcilment les longituds de les línies que defineix. Tanmateix, aquestes línies rectes no poden tenir un significat inherent al món real, tal com es va demostrar per a How Long Is the Coast of Britain?(Similituds estadístiques i dimensió fraccional de la costa de Gran Bretanya).
Aquests problemes representen un repte en l'anàlisi espacial a causa del poder dels mapes com a mitjà de presentació. Quan els resultats es presenten com a mapes, la presentació combina dades espacials que generalment són precises amb resultats analítics que poden ser inexactes, donant lloc a la impressió que els resultats analítics són més precisos que les dades que indicaria.